# بخوان و بسوزان
بخوان و بسوزان (به انگلیسی: Burn After Reading) فیلمی آمریکایی محصول سال ۲۰۰۸ در ژانر کمدی سیاه ساختهٔ برادران کوئن است. در این فیلم جرج کلونی، فرانسیس مک‌دورمند، جان مالکوویچ، تیلدا سوینتن، ریچارد جنکینز و برد پیت ایفای نقش کرده‌اند. داستان این فیلم در مورد دنیای سازمان سیا است و در شهر واشینگتن دی سی می‌گذرد. برادران کوئن علاوه بر انتقاد از سیا، در آن مشکلات فرهنگی و اجتماعی مانند کاهش اعتماد و وفاداری در خانواده و اعتیاد را روایت کرده‌اند.
این فیلم در افتتاحیهٔ شصت و پنجمین دورهٔ جشنواره فیلم ونیز در ۲۷ اوت ۲۰۰۸ به نمایش درآمد و در ۱۲ سپتامبر ۲۰۰۸ در ایالات متحده اکران شد.

## داستان فیلم
آزبورن کاکس (با بازی جان مالکوویچ) که به عنوان تحلیل‌گر در سی‌آی‌ای کار می‌کند به دلیل مشکلات ناشی از الکل از کار خود بر کنار می‌شود. او تصمیم می‌گیرد به عنوان مشاور خصوصی کار کند همچنین شروع به نوشتن کتاب خاطرات خود می‌کند. همسر کاکس، کتی کاکس (تیلدا سوئینتون)، که با یک مارشال بنام هری پفرار در رابطه است فرصت را مناسب می‌یابد تا شروع به طرح طلاق نماید. در پی مشورت با وکیل خود، کتی کلیه اطلاعات مالی آزبورن را از روی کامپیوتر شخصی‌اش به سی دی کپی کرده و در اختیار وکیل قرار می‌دهد. در جریان کپی مدارک مالی، کتی به‌طور ناخواسته متن کتاب خاطرات آزبورن را نیز کپی کرده و در اختیار وکیلش قرار می‌دهد.
منشی وکیل تصادفاً سی‌دی را در رختکن سالن ورزشی جامی‌گذارد. چد فلدهایمر (برد پیت)، یکی از کارکنان سالن ورزشی سی‌دی را پیدا می‌کند و با مرور محتویان سی دی تصور می‌کند که سی دی حاوی اطلاعات حساس محرمانه است. چد با تحریک مافوقش در باشگاه، لیندا لیتزکه (فرانسیس مک‌دورمند)، تصمیم به گرفتن حق‌السکوت از کاکس به خاطر محتویات سی دی می‌گیرد.

عنوان فیلم در تریلر